# Ґрущин (Ліпський повіт)
Ґрущин (пол. Gruszczyn) — село в Польщі, у гміні Ліпсько Ліпського повіту Мазовецького воєводства.
Населення — 58 осіб (2011).
У 1975-1998 роках село належало до Радомського воєводства.

## Демографія
Демографічна структура станом на 31 березня 2011 року:
|          | Загалом | Допрацездатний вік | Працездатний вік | Постпрацездатний вік |
| -------- | ------- | ------------------ | ---------------- | -------------------- |
| Чоловіки | 28      | 9                  | 16               | 3                    |
| Жінки    | 30      | 8                  | 14               | 8                    |
| Разом    | 58      | 17                 | 30               | 11                   |